# Pristimantis carvalhoi
Espèce
Synonymes
- Eleutherodactylus carvalhoi Lutz, 1952

Statut de conservation UICN

 LC  : Préoccupation mineure
Pristimantis carvalhoi est une espèce d'amphibiens de la famille des Craugastoridae.

## Répartition
Cette espèce se rencontre dans le haut bassin amazonien :
- en Colombie ;
- en Équateur ;
- au Pérou ;
- en Bolivie ;
- au Brésil.

## Étymologie
Cette espèce est nommée en l'honneur d'Antenor Leitão de Carvalho.

## Publication originale
- Lutz & Kloss, 1952 : Short notes on some frogs from the Upper Amazonas and a few vicariant forms. Memorias do Instituto Oswaldo Cruz, vol. 50, p. 629-678 (texte intégral).